# Saddle Creek Records
La Saddle Creek Records è un'etichetta discografica statunitense con sede a Omaha (Nebraska), fondata nel 1993 da Mike Mogis e Justin Oberst.

## Artisti
- Art in Manila
- Azure Ray
- Beep Beep
- Big Harp
- Bright Eyes
- Criteriaa
- Cursive
- Dag för Dag
- Desaparecidos
- The Good Life
- Icky Blossoms
- Ladyfinger (ne)
- Eric Bachmann
- Land of Talk
- Maria Taylor
- Mayday
- Miles Benjamin Anthony Robinson
- The Mynabirds
- Neva Dinova
- Now It's Overhead
- O+S
- Old Canes
- Orenda Fink
- The Rural Alberta Advantage
- Sebastien Grainger
- Son, Ambulance
- Sorry About Dresden
- The Thermals
- Tim Kasher
- Tokyo Police Club
- UUVVWWZ

### Artisti passati
- Broken Spindles
- Commander Venus
- The Faint
- Gabardine
- Georgie James
- Lullaby for the Working Class
- Park Ave.
- Polecat
- Rilo Kiley
- Slowdown Virginia
- Two Gallants
- We'd Rather Be Flying

## Raccolte
- 1998 - Saddle Creek Records, A Sampler
- 2002 - Saddle Creek 50
- 2005 - Lagniappe: A Saddle Creek Benefit for Hurricane Katrina